# Karl-Peter Wanczek
Karl-Peter Wanczek  (* 16. Juni 1940)  ist ein deutscher Chemiker (Anorganische Chemie, Analytische Chemie). Er ist Professor an der Universität Bremen im Ruhestand.
Wanczek studierte ab 1960 Chemie an der Universität des Saarlandes mit dem Diplom 1966 und der Promotion 1970 bei Fritz Seel. Danach war er bei Hermann Hartmann in Frankfurt. 1976 wurde er Professor für Anorganische Chemie in Bremen.
Er befasste sich mit Ionen-Zyklotronresonanzspektroskopie (ein Verfahren der Massenspektroskopie) unter anderem zur Bestimmung von Molekül-Ion- und Ion-Ion-Wechselwirkungen, Ionenfallen, Reaktionen mit Clustern und Umweltanalytik.